# Piotrowice Duże
Piotrowice Duże – nieistniejący już przystanek osobowy w Piotrowicach, w gminie Biskupiec, w powiecie nowomiejskim, w województwie warmińsko-mazurskim, w Polsce. Został otwarty w 1925 roku razem z linią z Kisielic do Biskupca Pomorskiego Miasto. Do 1969 roku linia ta była używana w ruchu pasażerskim i towarowym, w 1974 roku jej tory zostały rozebrane.